# リトルプリンス 星の王子さまと私
『リトルプリンス 星の王子さまと私』（リトルプリンス ほしのおうじさまとわたし、原題：The Little Prince、フランス語：Le Petit Prince）は、2015年にフランスで製作されたアニメーション映画作品である。

## 概要
第68回カンヌ国際映画祭・非コンペティション部門招待作品。
アントワーヌ・ド・サン＝テグジュペリの『星の王子さま』を原作とするが、内容は同作の後日談が9歳の少女の目を通して描かれるものになっている。
また、本作はCGアニメとストップモーション・アニメによって制作されており、シーンによってアニメ手法が使い分けられている(主人公の女の子が暮らす現実世界のシーンはCGアニメ、女の子が想像する星の王子の世界のシーンはストップモーション・アニメで描かれている)。

## あらすじ
とある街に暮らす女の子は名門校の入学試験に合格するために、母親から与えられた厳しいスケジュールのもとで、夏の間、勉強漬けの毎日を送っていた。しかしある日、彼女は隣に住んでいる年老いた飛行士と出会い、彼がかつて砂漠で不時着した時に出会ったという「星の王子さま」の物語を聞かされる。女の子はその物語に夢中になり、飛行士と仲良くなるが、そのことを快く思わない母親に叱られてしまう。それでも彼女は物語の続きを聞くため、こっそりと飛行士に会いに行っていたが、物語の悲しい結末を知ってしまい困惑する。そして夏の終わりが近付いたある日、飛行士は病気にかかり入院してしまう。女の子はその夜、意を決して王子さまに会いに行こうとするが…。

## キャスト
※括弧内は日本語吹き替え
- 飛行士 - ジェフ・ブリッジス（津川雅彦[8]）
- 女の子 - マッケンジー・フォイ（鈴木梨央[8]）
- お母さん - レイチェル・マクアダムス（瀬戸朝香[8]）
- キツネ - ジェームズ・フランコ（伊勢谷友介[9]）
- ヘビ - ベニチオ・デル・トロ（竹野内豊[9]）
- バラ - マリオン・コティヤール（滝川クリステル[9]）
- 教授 - ポール・ジアマッティ（壌晴彦）
- ビジネスマン - アルバート・ブルックス（土師孝也）
- うぬぼれ男 - リッキー・ジャーヴェイス（ビビる大木[10]）
- 王様 - バッド・コート（坂口芳貞）
- 星の王子 - ライリー・オズボーン（池田優斗[11]）
- ミスター・プリンス - ポール・ラッド（宮野真守）

## スタッフ
- 監督 - マーク・オズボーン
- 脚本 - イリーナ・ブリヌル、ボブ・ペルシケッティ
- ストーリー統括 - ボブ・ペルシケッティ
- キャラクター・デザイン - ピーター・デ・セヴ
- 美術 - ルー・ロマーノ
- 共同美術 - セリーヌ・デルモ
- CGキャラクター監修 - 四角英孝
- CGアニメーション監修 - ジェイソン・ブース
- CG照明監修 - アデル・アバダ
- ストップ・モーション・クリエイティブ監督 - ジェイミー・カリリ
- ストップ・モーション美術／キャラクター・デザイン - アレックス・ユーハス
- ストップ・モーション・アニメーション主任 - アンソニー・スコット
- 編集 - キャロル・クラヴェッツ・エイカニアン、マシュー・ランドン
- 音楽 - ハンス・ジマー
- 共同音楽 - リチャード・ハーヴェイ
- 日本語吹き替え版主題歌 - 松任谷由実「気づかず過ぎた初恋」（EMI Records）[12]
- 日本配給 - ワーナー・ブラザース映画

## 製作
2013年6月5日に、ジェフ・ブリッジス、マッケンジー・フォイ、レイチェル・マクアダムス、ジェームズ・フランコ、ベニチオ・デル・トロ、マリオン・コティヤール、ポール・ジアマッティら、同年9月12日にアルバート・ブルックスが声優キャストとして参加することが発表された。2014年12月10日にはハンス・ジマーが本作の音楽を手掛けるとされていたが、最終的にはジマーとリチャード・ハーヴェイによる共同作曲となった。
本作の企画・ストーリーボードの制作はフランス・パリで行われ、アニメーション・ライティング・色調整・製作の最終段階はカナダ・モントリオールで行われている。
本作で使用される音楽は、ハンス・ジマーとリチャード・ハーヴェイが共同で作曲しており、フランスのポップ歌手であるカミーユが歌で参加している。

## 公開
本作は2015年5月22日、第68回カンヌ国際映画祭で非コンペティション部門招待作品としてワールドプレミアで上映された後、7月29日にパラマウント映画の配給によりフランスで公開された。アメリカでは同社の一部門であるパラマウント・ヴァンテージによる配給となり、ドイツおよび日本ではワーナー・ブラザースの配給により公開される。その他、イギリス・オーストラリア・ニュージーランドではワインスタイン・カンパニーにより配給される予定となっている。
アメリカでは、2016年3月18日に公開が予定されていたが、直前に配給元のパラマウント・アメリカが公開取りやめし、配給撤退したことが判明した。

## 評判

### 興行収入
2015年9月20日現在、本作はフランス国内で1210万ドル、全世界で6520万ドルの興行収入を記録した。特にフランスでは公開初週での興行収入が330万ドルとなり、自国の興行収入ランキングで2位を記録。同時期に公開されたディズニー映画『ベイマックス』よりも12%上回る結果となった。第2週では前回より41%下がった140万ドルとなり、2週併せての総収入は550万ドルとなった。
ブラジルでは興行収入ランキングで、『ミッション:インポッシブル/ローグ・ネイション』に次いで初登場2位を記録したが、第2週ではトップに躍進した後3週連続で維持し続けた。10月5日現在での興行収入は2700万レアル(714万ドル)となり、同月18日では映画館への来場者数が200万人を超えた。
中国では10月16日に公開され、公開初週での興行収入は1090万ドル、興行収入ランキングにおいては『アントマン』に次いで3位を記録。その後10日間で2090万ドル、第3週では2400万ドルに達した。

### 批評
アメリカの映画批評集積サイトRotten Tomatoesは、サイトに寄せられたレビューを基に90%の支持率を本作に与えた。Metacriticでも好意的なレビューが寄せられ、本作に与えた加重平均値は70/100となっている。

### 受賞
| 年   | 映画賞               | 賞                                 | 結果   |
| ---- | -------------------- | ---------------------------------- | ------ |
| 2017 | 第15回視覚効果協会賞 | 長編アニメーション映画・視覚効果賞 | 未決定 |

## 派生作品
漫画 『リトルプリンス 星の王子さまと私』
雑誌『りぼん』（2015年12月号）に読み切り漫画として掲載。作者は木村恭子。主人公の設定などに独自のアレンジが加えられている。

## 日本国内の関連書籍
小説
- リトルプリンス 星の王子さまと私 (著：五十嵐佳子、2015年10月5日発売、集英社みらい文庫)
- リトルプリンス 星の王子さまと私（著：イリーナ・ブリヌル、翻訳：酒井紀子、2015年10月29日発売、竹書房文庫）

絵本
- 絵本　星の王子さま(原作:サン=テグジュペリ、監督:マーク・オズボーン、訳:堀あいえ、2015年9月19日発売、徳間書店)
- リトルプリンス 星の王子さまと私 おはなし絵本(著：五十嵐佳子、2015年10月5日発売、集英社）
- リトルプリンス 星の王子さまと私 ストーリーブック（2015年10月23日発売、河出書房新社）
- 英語ストーリーブック リトルプリンス 星の王子さまと私（2015年11月15日発売、ジャパンタイムズ）
- リトルプリンス 星の王子さまと私（2015年11月24日発売、宝島社）

その他
- 「星の王子さま」ほわほわブランケット付き! 映画『リトルプリンス 星の王子さまと私』Official Book（2015年11月7日発売、カドカワムック）
- リトルプリンス 星の王子さまと私 アートブック（著：ラーミン・ザヒド、翻訳：富永晶子、2015年12月14日発売、宝島社）